# Мухаммад аль-Хуваи
Мухаммад Али аль-Хуваи (араб. محمد علي الحويج‎) — ливийский политик, с января 2007 года является министром финансов в Высшем народном комитете Ливии (правительство при Каддафи). Он сменил на это посту доктора Ахмеда Мунайси Абдель Хамида.

## Работа
С тех пор, как в апреле 2004 года санкции против Ливии были сняты, Аль-Хуваи пытался привлечь иностранных инвесторов и капитал в ливийскую экономику. В январе 2005 года Аль-Хуваи говорил: «Наше ВВП — 21 миллиардов долларов и наша страна имеет всего 5,8 миллионов человек населения, но Ливия — богатая страна. Ливия не имеет финансовых проблем, не имеет внешнего долга и является самой стабильной страной в регионе.»

## Прочее
До того как стать министром, Аль-Хуваи был главой Ливийской арабской иностранной инвестиционной компании (LAFICO). Он был также в совете директоров Ливийской инвестиционной корпорации (ЛИК), которая была создана в 2007 году как холдинговая компания с мандатом на управление государственными предприятиями, такими, как «Фонд для Африки» и «Фонд экономического и социального развития». Абдул Хафиз Махмуд аль-Зулайтини является заместителем председателя этой компании. Другие члены совета — секретарь по планированию Тахир аль-Джухайми и Фархат Бен-Дара, который является главой Центробанка Ливии. Президентом ЛИК и её главным исполнительным директором является Мухаммад Лайяс, который ранее возглавлял Ливийский арабский иностранный банк(LAFB).